# Sexualisierte Gewalt als Kriegsmittel
Sexualisierte Gewalt als Instrument zur Bekämpfung und Demütigung des Gegners ist eine Praxis und Strategie von gewaltsamen Konflikten weltweit. Ein besonders menschenverachtendes Merkmal ist die gezielte sexuelle Gewaltausübung gegen Zivilisten. In den meisten Fällen sind Frauen betroffen, jedoch werden auch Männer vergewaltigt. Die Praxis wird von allen internationalen Konventionen geächtet.
Dennoch ist systematisch sexualisierte Gewalt auch ein Bestandteil der jüngeren Kriegsgeschichte und gegenwärtiger Konflikte.

## Aspekte

### Strategie
Ein offizieller militärischer Befehl zur Ausübung sexueller Gewalt gegen den Gegner ist eher selten. Vielmehr wird es in vielen sexistisch geprägten Militäreinheiten als erwünschte Erscheinung des Kampfes angesehen. Einen Beweis, dass Vergewaltigung auf Befehl passiert, ist in vielen Fällen schwer zu führen. Jedoch deutet der Fakt, dass in vielen Fällen Gruppenvergewaltigungen dokumentiert sind, zumindest auf Absprachen hin. Weiters ist ein Anzeichen für systematische sexuelle Gewalt als Kriegsmittel, wenn die Strafverfolgung von den Vorgesetzten der Täter sabotiert wird.

### Machtausübung
Die Ausübung von Macht und die Demütigung des Gegners ist ein zentrales Motiv bei sexualisierter Gewalt als Kriegsmittel. Meist schließt die Form an ein patriarchales Geschlechterbild an. Vergewaltigungen werden u. a. im Zuge von ethnischer Vertreibung genutzt, aber auch zur dauerhaften Unterdrückung, der Zeugung von Nachkommen und dem daraus resultierenden Einfluss im besiegten Gebiet. So wurde nachgewiesen, dass über 16 Millionen Menschen heute die DNA des ehemaligen mongolischen Anführer Dschingis Khan in sich tragen und somit seine Nachkommen sind. Dies ist das direkte Resultat einer Kriegsstrategie, die Vergewaltigungen und Verschleppungen von Frauen aus den besiegten Gebieten konsequent vorsah.
Die Soldaten des siegreichen Lagers nutzten diese Form der Gewalt bei besonders ausgeprägter Feindschaft oft als Instrument, um eine demütigende Botschaft an die Männer des unterlegenen Lagers zu senden: „Ihr könnt eure Frauen nicht schützen.“ Da in vielen Fällen die Männer der betroffenen Frauen bereits gefallen sind, wurden die Frauen häufig schlicht als Kriegsbeute betrachtet, sodass vielfach die Kombination von Plünderungen, Vergewaltigungen und Verschleppungen dokumentiert wurden.

### Vertreibung
Im Zuge von ethnischen oder anders kriegsbedingten Vertreibungen kommt es häufig zu Vergewaltigungen. Sie sind eine wichtige Ursache für Flucht von Menschen. Bei ethnischen Vertreibungen und auch sogenannten „Säuberungen“ liegt die Systematik häufig in der Abwesenheit oder Unzugänglichkeit der rechtsstaatlichen Apparate und Institutionen für die Betroffenen. So spricht man auch von sexueller Gewalt im Rahmen des Holocaust, da die Betroffenen im Falle einer Vergewaltigung praktisch keine Aussichten auf eine Strafverfolgung hatten bzw. dieser womöglich selbst ausgesetzt wurden.
Nach einer Studie des British Medical Journal hatten 50 bis 70 Prozent der weiblichen Asylsuchenden im Vereinigten Königreich eine Vergewaltigung miterlebt, wurden vergewaltigt oder sind aus Angst vor ihr geflohen.

## Rolle des Geschlechts

### Vergewaltigung von Frauen
Zum weit überwiegenden Teil werden Frauen Opfer von sexueller Gewalt in Konflikten.
Die US-Historikerin Susan Brownmiller war die erste Wissenschaftlerin, die einen fundierten Überblick zu Theorie und Geschichte von Vergewaltigungen u. a. im Krieg erarbeitete und in der Pionierarbeit zum Thema Against Our Will: Men, Women, and Rape 1974 veröffentlichte. Brownmillers These ist, dass Krieg Männern „den perfekten psychologischen Hintergrund bietet, um ihrer Verachtung gegenüber Frauen freien Lauf zu lassen. Die Männlichkeit des Militärs – die rohe Macht der Waffen, die ausschließlich männlichen Händen vorbehalten sind, die spirituelle Bindung von Männern zu Waffen, die männliche Disziplin von Befehl und Gehorsam, die einfache Logik des hierarchischen Befehls – bestätigt für Männer, was sie ohnehin annehmen - Frauen haben eine periphere Stellung zu relevanten Welt.“ Vergewaltigung begleite den territorialen Gewinn der siegreichen Seite in Territorialkonflikten als eine der Kriegsbeuten. Männer, die vergewaltigen, so Brownmiller, seien gewöhnliche Typen, die durch die ungewöhnliche Situation zu einem „male-only club“ aufsteigen würden.
Hinzu kommt die mentale Verrohung der Soldaten durch Krieg und Kriegspropaganda, welche zu einer völligen Entfremdung vom Feind als Individuum führt.

### Vergewaltigung von Männern
Die Vergewaltigung von Männern durch andere Männer ist ebenfalls Praxis, die in verschiedenen Kriegen und Konflikten nachgewiesen werden konnte. Nach einer Studie von Lara Stemple aus dem Jahr 2009 gaben 76 % der männlichen politischen Gefangenen in El Salvador in den 1980er Jahren und 80 % der Insassen des Konzentrationslagers in Sarajevo an, vergewaltigt oder sexuell gefoltert worden zu sein. Stemple kommt zu dem Schluss, dass „die mangelnde Beachtung des sexuellen Missbrauchs von Männern während eines Konflikts angesichts der weit verbreiteten Reichweite des Problems besonders besorgniserregend ist“. Mervyn Christian von der Johns Hopkins School of Nursing hat festgestellt, dass männliche Vergewaltigungen häufig nicht dokumentiert werden und öffentlich auftauchen (underreported), weshalb von einer großen Dunkelziffer auszugehen ist. Bei der sexuellen Gewalt an Männern als Kriegsmittel lässt sich feststellen, dass diese in systematisierter Form hauptsächlich in Gefängnissen und ähnlichen Strukturen dokumentiert sind, während die Vergewaltigungen von Frauen als Kriegsmittel vorrangig von den Besatzern in direktem Anschluss an die Besatzung an Ort und Stelle verübt wurden. Zudem ist das Phänomen der Zwangsprostitution und sexuell motivierter Verschleppung in Kriegsgebieten fast ausschließlich auf das weibliche Geschlecht als Opfer konzentriert.

### LGBTIQ+
In der jüngeren Vergangenheit wurden im Zusammenhang mit Kriegen und bewaffneten Auseinandersetzungen auch gezielte sexuelle Übergriffe auf Angehörige der LGBTQ+-Szene dokumentiert, wie zum Beispiel infolge des Angriffs Russlands auf die Ukraine im Jahr 2022.

## Folgen
Wenn Menschen in hohem und brutalem Ausmaß vergewaltigt werden, wirkt sich das auf das soziale Gefüge ganzer Gesellschaften aus. Es bedeutet häufig die Zerstörung des sozialen Zusammenhalts. Das führt dazu, dass vergewaltigte Frauen nicht allein mit dem Vergewaltigungstrauma belastet sind, sondern stigmatisiert werden und von ihrer eigenen Familie, ihrem eigenen Umfeld ausgegrenzt werden.

### Traumatisierung
Die Opfer sexueller Gewalt sind in den meisten Fällen schwer traumatisiert. Zu den sexuellen Übergriffen kommen die Traumata des Krieges hinzu.

### Stigmatisierung und Demütigung
Je nach sozialem Kontext werden die Opfer stark stigmatisiert. In einigen Kulturen gilt noch heute: Wenn der Körper einer Frau so verletzt wurde, dann ist die Ehre der Frau zerstört und damit die Ehre der ganzen Familie.

### Sozialer Kontext
Die Tat der Vergewaltiger findet häufig seine Fortsetzung in der sozialen Isolation der Opfer. Eine Fortführung von sexualisierter Gewalt im Anschluss an den Krieg ist die sexuelle Ausbeutung der Opfer durch mafiöse Strukturen, die Frauen in Zwangsbordelle zwingen. Solche Bordelle existierten beispielsweise nach den Jugoslawienkriegen auf dem Balkan.

## Hilfe
Akute Hilfe oder Schutz vor Vergewaltigungen ist in Kriegsgebieten eine schwierige Angelegenheit, die die Opfer mit verschiedensten Einfällen angehen: Üblicherweise versuchen die Betroffenen sich zu verstecken, aber auch mit Dornen beklebte Femidome wurden vereinzelt zur Abwehr eingesetzt. Die direkte Abwehr durch physische Kraft ist angesichts des Machtgefälles zwischen Sieger und Verlierer meist aussichtslos bzw. führte häufig zu brachialer Gewalt und Ermordung der Opfer bzw. deren Angehörigen.
Auch die psychologische Betreuung der Opfer erweist sich häufig als schwierig zu bewältigen, wobei dies von der langfristigen politischen Absicht der Siegermacht abhängt. Bei einer Annexion werden Vergewaltigungen nur selten aufgearbeitet, da sich die öffentliche Meinung über die Besatzer im annektierten Land dadurch verschlechtern könnte.
Darüber hinaus sehen sich die Opfer in verschiedenen Kulturen sozialer Ausgrenzung ausgesetzt. Die Ärztin Monika Hauser weist darauf hin, dass, wenn das System der gesellschaftlichen Ächtung der Opfer durchbrochen wird und männliche genauso wie weibliche, nicht-vergewaltigte Angehörige des Opfers sich empathisch und solidarisch verhalten würden, könnten die Vergewaltigungsopfer besser weiterleben. Vergewaltigungsopfer begehen häufig Suizid oder Suizidversuche, welche durch psychologische Hilfeleistungen und Unterstützung eingedämmt werden können.
Die aus Vergewaltigungen entstandenen Schwangerschaften werden häufig abgebrochen, wenn eine Möglichkeit zum Schwangerschaftsabbruch besteht. In der unmittelbaren Nachkriegszeit des Zweiten Weltkriegs geht man in den Städten Berlin und Wien von einer Abtreibungsrate von über 90 % der Schwangerschaften durch Vergewaltigungen aus. Das damals geltende Abtreibungsverbot wurde hierfür kurzzeitig ausgesetzt.
Bei den Vereinten Nationen gibt es seit 2010 eine Sondergesandte zum Thema sexuelle Gewalt in Konflikten. Diese bereitet jedes Jahr den Jahresbericht des Generalsekretärs zu diesem Thema vor, welcher dann dem Sicherheitsrat vorgelegt wird. In dem Bericht werden Schuldige benannt und Maßnahmen vorgeschlagen wie die Täter sanktioniert werden können und den Opfern geholfen werden kann. Die Absicht, sexualisierte Gewalt zu bekämpfen, wurde auch in UN-Resolution 2467 (2019) bekräftigt.

## Rechtliche Aspekte
Da sexualisierte Gewalt als Kriegsmittel ein altes Phänomen ist, wurde sie auch früh durch Konventionen verboten. Sie verstößt gegen das Kriegsrecht und gegen die Menschenrechte. Bei verschiedenen Siegermächten vergangener Konflikte wurden Hinrichtungen und Gefängnisstrafen von Vergewaltigern durch das eigene Kriegsgericht dokumentiert, was zeigt, dass die sexuelle Gewalt nur von manchen Nationen bzw. deren Militärführungen als legitimes Kriegsmittel angesehen wird.

## Vortrag
- Arbeitsgemeinschaft Politische Psychologie: Die Zerstörung der Frau als Subjekt auf YouTube, 14. Januar 2017, abgerufen am 6. August 2020 (Siebter Teil der Abschlussvorlesung von Rolf Pohl vom 12. Januar 2016 an der Leibniz Universität Hannover mit dem Titel Gewalt, Geschlecht, Politik. Psychoanalytisch-sozialpsychologische Perspektiven).